# Palicourea
Palicourea es un género de plantas fanerógamas en la familia Rubiaceae. Se encuentra en los Neotrópicos.

## Toxicidad[3]
Se ha reportado que el género Palicourea es tóxico para algunos animales. Experimentos en animales con hojas de Palicourea juruana, un arbusto que crece en la región del Amazonas, causaron muerte súbita en conejos luego de ser alimentados con más de 2 gramos de material seco de la planta por cada kilogramo de masa corporal, y parece ser que los frutos son incluso más tóxicos. Las hojas frescas de Palicourea marcgravii son también tóxicas para ovejas, vacas, caballos y cabras. Se demostró que el principio tóxico era el ácido monofluoroacético, aunque se encontraba en bajas concentraciones en las hojas de la planta.

## Especies
| - Palicourea anderssoniana - Palicourea anianguana - Palicourea asplundii - Palicourea azurea - Palicourea calantha - Palicourea calothyrsus - Palicourea calycina - Palicourea canarina - Palicourea candida - Palicourea consobrina - Palicourea corniculata - Palicourea cornigera - Palicourea fuchsioides - Palicourea gentryi - Palicourea heilbornii - Palicourea herrerae | - Palicourea holmgrenii - Palicourea jaramilloi - Palicourea lasiorrhachis - Palicourea latifolia - Palicourea lobbii - Palicourea macrocalyx - Palicourea microcarpa - Palicourea prodiga - Palicourea rigida - chaparro bobo - Palicourea sodiroi - Palicourea stenosepala - Palicourea subalatoides - Palicourea tectoneura - Palicourea tetraphylla - don Bernardo del Brasil - Palicourea wilesii |